# Schwarzwangen-Waldsänger

Verbreitungsgebiet des Schwarzwangen-Waldsängers (grün)

Der Schwarzwangen-Waldsänger (Basileuterus melanogenys) ist ein kleiner Singvogel aus der Familie der Waldsänger (Parulidae).

## Merkmale
Schwarzwangen-Waldsänger erreichen eine Körperlänge von 13,5 Zentimetern. Die Flügellänge beträgt beim Männchen 5,9 bis 6,6 Zentimeter, beim Weibchen 5,4 bis 6,5 Zentimeter. Adulte Schwarzwangen-Waldsänger haben eine rötlich braune Krone, eine schwarze Wangenpartie und einen breiten weißen Superciliarstreifen, der oben durch einen dünnen schwarzen Superciliarstreifen eingefasst ist und die beide bis zum Nacken auslaufen. Das Oberseitengefieder ist oliv bis olivgrau, das Unterseitengefieder gelbweiß und die Brust und Flanken olivgrau. Jungvögel tragen einen blassen, oliven Superciliarstreifen, der hinter dem Auge beginnt und im Nacken ausläuft, ein olivbraunes Oberseitengefieder und haben ein graueres Kehl- und Brustgefieder.

## Verbreitungsgebiet
Das Verbreitungsgebiet erstreckt sich von Costa Rica bis nach Panama. Schwarzwangen-Waldsänger bewohnen paarweise oder in kleinen Gruppen bergige Eichenwälder mit dichtem Bambusgestrüpp ab einer Höhe von 2500 Metern; sie treten jedoch gelegentlich auch bis zu einer Höhe von 1600 Metern auf. Sie ernähren sich überwiegend von Insekten und Spinnen, gelegentlich auch von Beeren.

## Unterarten
Es gibt drei anerkannte Unterarten:
- Basileuterus melanogenys melanogenys S. F. Baird, 1865 – Zentrales und südliches Costa Rica
- Basileuterus melanogenys bensoni Griscom, 1927 – Westzentralpanama (Chitré; Veraguas; teilweise auch im Osten von Chiriquí)
- Basileuterus melanogenys eximius Nelson, 1912 – Westpanama (Vorkommen beschränkt sich auf Boquete in der Provinz Chiriquí)